# Jorge Cuesta
Jorge Mateo Cuesta Porte-Petit (* 23. September 1903 in Córdoba; † 13. August 1942 in Tlalpan) war ein mexikanischer Chemiker, Schriftsteller und Herausgeber.

## Biografie
Cuesta absolvierte die Schulausbildung in seiner Heimatstadt und studierte dann in Mexiko-Stadt an der Fakultät für Chemie der Universidad Nacional Autónoma de México (UNAM). 1924 veröffentlichte er seine erste Kurzgeschichte in einer Zeitschrift. Nachdem er 1925 sein Studium abgeschlossen hatte, ging er für kurze Zeit zurück in seine Heimatstadt.
1927 lernte er in Mexiko-Stadt seine spätere Ehefrau Guadalupe Marín kennen, die damals noch mit dem Maler Diego Rivera verheiratet war. 1928 ging er nach Europa und machte dort die Bekanntschaft mit Octavio G. Barreda, Carlos Luquín, André Breton, Carlos Pellicer, Samuel Ramos und Agustín Lazo.
1930 kehrte er zurück nach Mexiko, heiratete Guadalupe Marín und gründete dort die Gruppe Los Contemporáneos. Er arbeitete für verschiedene Zeitschriften und gründete selbst 1932 die Zeitschrift Examen.
Cuesta wurde wegen einer Erkrankung im Sanatorium von Tlalpan aufgenommen, wo er sich letztendlich das Leben nahm. Sein Leichnam wurde auf dem Panteón Civil de Dolores in Mexiko-Stadt beigesetzt.

## Bekannte Werke / Veröffentlichungen
- „Canto a un Dios Mineral“
- „A Pesar del Oscuro Silencio“
- „La Calle del Amor“
- „Poeta, Funde tu Campana“
- „El plan contra Calles“ (1934)
- „Poesía de Jorge Cuesta“ (1942)
- „Crítica de la reforma del Artículo Tercero“ (1943)